# Swetlana Ismailowna Chodschasch
Swetlana Ismailowna Chodschasch (auch Swetlana Ismailowna Hodschasch, Svetlana Hodjash, russisch Светлана Измайловна Ходжаш, wiss. Transliteration Svetlana Izmajlovna Chodžaš; geboren am 10. November 1923 in Jewpatorija, ASSR Krim; gestorben am 12. August 2008 in Moskau) war eine sowjetische bzw. russische Ägyptologin und Altorientalistin, die sich auf die Kulturen des Alten Ägypten und des Urartäischen Reiches spezialisiert hatte. Während ihrer langen Karriere leistete sie bedeutende Beiträge zur Erforschung und Ausstellung von Kunstwerken alter Zivilisationen.

## Leben
Swetlana Chodschasch entstammte einer karäischen Familie. Ihre Mutter starb, als sie noch sehr jung war. Ihr Vater wurde 1941 von deutschen Soldaten erschossen. Chodschasch floh nach Moskau, wo sie sich an der Lomonossow-Universität einschrieb und ein Studium der antiken Kunstgeschichte begann. 1944 wurde Swetlana Chodschasch Mitarbeiterin am Puschkin-Museum. 1945 schloss sie ihr Studium ab. 1949 wurde sie mit der Arbeit Художественное ремесло древнего Египта периода XVIII династии (Künstlerisches Handwerk im Alten Ägypten während der 18. Dynastie) promoviert.
Ab 1952 beteiligte Swetlana Chodschasch sich an den Ausgrabungen des Puschkin-Museums in der urartäischen Festung Erebuni in Jerewan, 1959 übernahm sie die Grabungsleitung. An diesen Arbeiten beteiligte sie sich etwa 20 Jahre. 
1972 wurde Swetlana Chodschasch Leiterin der altorientalischen Abteilung des Puschkin-Museums. 1990 wurde sie an der Universität Tiflis mit der Arbeit Древнеегипетская глиптика (Altägyptische Glyptik) habilitiert. Basierend auf den Vorarbeiten von Boris Alexandrowitsch Turajew erarbeitete Swetlana Chodschasch in den 1980er und 1990er Jahren gemeinsam mit Oleg Berlew ein Gesamtverzeichnis aller ägyptischer Altertümer in den Museen und Universitätssammlungen der damaligen Sowjetunion.

## Schriften
- Египетское искусство в Государственном музее изобразительных искусств имени А. С. Пушкина. (1971)
- Les antiquités égyptiennes au Musée des Beaux-Arts Pouchkine. 1971
- mit N. S. Truchtanowa, K. L. Oganesian: Эребуни. памятник урарт. зодчества VIII-VI в. до н. э. (1979)
- mit Oleg Dmitrijewitsch Berlew: The Egyptian Reliefs and Stelae in the Pushkin Museum of Fine Arts, Moscow. (1982)
- mit Wsewolod Wladimirowitsch Pawlow: Египетская пластика малых форм. (1985)
- mit Oleg Dmitrijewitsch Berlew: Catalogue of the Monuments of Ancient Egypt. From the Museums of Russian Federation, Ukraine, Bielorussia, Caucasus, Middle Asia and Baltic States. (1998)
- Древнеегипетские скарабеи. (1999)
- Древнеегипетское ювелирное искусство = Ancient Egyptian Jewellery. (2001)
- Изображения древнеегипетского бога Беса = God bes`s images in the ancient egyptian art. (2004)
- mit Oleg Dmitrijewitsch Berlew: Sculpture of Ancient Egypt (Скульптура древнего Египта в собрании ГМИИ). (2004)
- Ancient Egyptian vessels in the State Pushkin Museum of Fine Art, Moscow. (2005)